# Гама зрачење
Гама зрачење или гама зраци, гама фотони (γ-зрачење, γ-зраци) је облик електромагнетног зрачења са најпродорнијим фотонима, односно најмањим таласним дужинама у електромагнетном спектру. Настају у интеракцијама субатомских честица као што су анихилација честице и античестице и радиоактивни распад; већина зрачења потиче из нуклеарних реакција које се одигравају у међузвезданој средини у свемиру. Име γ-зраци (γ-зрачење) су добили по томе што је то била трећа врста продорних зрака откривена после α- и β-зрака.
Гама зраци су снопови фотона. Фотон је квант енергије, односно „енергетски пакет”, без масе мировања. Фреквенција и таласна дужина гама зраке у функцији енергије су одређене Планковим законом: ΔE = h v = h c / λ, где је: h - Планкова константа, c - брзина светлости и λ - таласна дужина гама зрака.

## Историја
Гама зрачење је открио француски истраживач Пол Вилард (фр. Paul Ulrich Villard) 1900, док је испитивао уранијум. Знао је да је у питању нова врста распада јер је радијација коју је описао била много јача од претходно откривених.
Први откривени извор гама честица био је врста радиоактивног распада, Гама распад. У овом распаду, побуђено језгро атома емитује гама зрак одмах после формирања самог језгра. У астрономији важан избор гама зрачења су супернове.

## Особине
Гама фотони енергија виших од 1.02 MeV, у близини атомског језгра могу доживети реакцију која се зове стварање парова, при којој се енергија од 1.02 MeV употреби на стварање два електрона супротних наелектрисања, а остатак енергије фотона подели се на кинетичке енергије ових честица. Ова реакција је од значаја само за фотоне високих енергија у материјалима са високим атомским бројем.

### Брзина и енергија гама зрака
Како се гама зраци састоје од фотона велике енергије и спадају у електромагнетно зрачење, тада је брзина гама зрака једнака брзини светлости. Гама зраци не могу скретати у магнетном, нити у електричном пољу.
Њихова таласна дужина одређује се отклоном или дифракцијом помоћу кристалне решетке неких хемијских елемената, којима је позната величина кристалне решетке. Експериментима је утврђено да им се таласне дужине крећу од 0,4  до 42,8 pm. То одговара фреквенцијама од 7×1018  до 7,5×1020 Hz. Како рендгенско зрачење има таласне дужине од 10 pm до 4930 pm, видљиво је да се један део подручја зрачења преклапа. Битна је разлика је да гама зрачење настаје из атомског језгра атома, док рендгенско зрачење настаје из електронског омотача атома.
Енергија гама зрачења зависи од радиоактивног елемента који га зрачи, а може износити од 0,03 до 3,1 MeV. Испитивањем је утврђено да се спектри гама зрака састоје од једне или неколико спектралних линија, тако да гама зраци имају једну или више износа енергија.

### Јонизирајуће зрачење
Гама зрачења спадају у најпродорнију врсту јонизујућег зрачења, али им је јачина јонизације пуно мања од алфа-честица и бета-честица. Заправо, гама зрачење индиректно јонизује гасове, услед тога што дуж своје путање избацују електроне из атома и молекула гасова, па ови секундарни електрони на својим кратким стазама стварају јонске парове. Неки гама зраци могу да прођу и кроз оловну плочу дебљине 200  или челичну плочу дебљине 300 mm.

### Пролазак гама зрачења кроз разне материјале
Међуделовање гама зрака с разним материјалима се одвија путем три нуклеарне реакције:
- Фотоелектрични ефект или фотоелектрична апсорпција
- Комптоново распршење
- Стварање парова

#### Фотоелектрична апсорпција
Фотоелектрична апсорпција је појава у којој фотон реагује с атомом у целини, избацујући при томе један електрон из његове љуске. Кинетичка енергија избаченог електрона је једнака разлици енергије фотона (односно гама кванта) и енергије везе тог електрона у атому. У овом процесу бива потпуно апсорбована енергија упадног фотона. Закон о очувању момента кретања у овом процесу може бити испуњен једино ако атом добије момент кретања супротан моменту кретања избаченог електрона. Због тога ефект фотоелектричне апсорпције (који настаје и у фотоћелијама деловањем видљивог светла на атоме) није могућ са слободним електроном. Ударни пресек за фотоелектричну апсопцију је значајан код ниских енергија гама зрака и брзо опада са порастом енергије тих зрака.

#### Комптоново распршење
Комптоново распршење је нуклеарни процес у којем такође долази до међуделовања гама кванта са електроном у плашту атома. За разлику од фотоелектричне апсорпције у овом процесу не долази до потпуне апсорпције гама зрака, јер се поред избаченог електрона емитује и гама зрак, али са смањеном енергијом.

#### Стварање парова електрон-позитрон
Нуклеарна реакција стварања парова је процес претварања енергије у масу. У тој нуклеарној реакцији фотон, односно гама квант, реагује с енергетским пољем атомске језгре, бива анихилиран и при томе ствара пар материјалних честица електрон-позитрон. Према Ајнштајновој еквивалентности масе и енергије, енергетски еквивалент маси мировања пара електрон-позитрон износи 1,02 MeV. То је уједно и минимална енергија гама зрака која може довести до стварања парова. Позитрон који настаје у нуклеарној реакцији стварања парова је веома кратког века. Тај позитрон бива брзо анихилиран с електроном, при чему се стварају 2 гама кванта енергије од по 0,51 MeV који одлазе на супротне стране.

### Промена интензитета снопа гама зрака при пролазу кроз материју
Експериментално је потврђен једноставан математички закон за слабљење снопа оног дела гама зрака које пролазећи кроз материјал густине ρ не реагују са материјалом. Тај закон има облик:
{\displaystyle I(d)=I_{0}\cdot e^{-\mu d}}
где је: I – интензитет гама зрачења,  - интензитет гама зрачења пре пролаза кроз материјал, μ - линеарни коефицијент за слабљење млаза гама зрака због пролаза кроз материјал (m−1), d – дебљина материјала.
Код ниских енергија превладава утицај фотоелектричне апсорпције, код средњих Комптоново распршење, а код највиших стварање парова. Међутим, апсорпција гама зрака настаје само код фотоелектричног ефекта. Комптоново распршење и стварање парова стварају нове гама зраке, чиме се повећава интензитет гама зрака при пролазу кроз материјал. Повећање се исказује тзв. фактором накупљања (енгл. buildup factor), који се примењује код прорачуна биолошких штитова. Тај фактор зависи од енергије гама зрака и геометрије биолошког штита. Вредности фактора накупљања могу досећи износ од 10 и више, те нису занемариве.
Продорност гама зрака кроз материјале је неупоредиво већа од продорности бета-честица и алфа-честица. Због тога се штитови за заштиту околине од зрачења нуклеарних постројења (ти штитови се најчешће израђују из бетона или олова) пројектирају за заштиту од гама зрака.

## Мерне јединице јонизујућег зрачења
Активност радиоактивног узорка мери се у бекерелима (Bq). Активност од 1 Bq значи један распад атомског језгра у секунди. Како су активности узорака често врло велике у употреби је и већа јединица, кири (Ci). 1 Ci износи 3,7×1010 .
Да би се мерила енергија, коју путем зрачења апсорбује одређена материја, користи се јединица греј (Gy). Однос те енергије и масе тела које ју је апсорбовало зове се апсорбована доза. Ако се енергија од 1  апсорбује у 1  материје ради се о апсорбованој дози од 1 Gy. Овако дефинисана доза не говори ништа о биолошким учинцима апсорбованог зрачења. Свака врста зрачења (α, β, γ) има другачији утицај на живе ћелије, који се описује фактором Q. Зато се дефинише еквивалентна доза, коју се добија тако што се апсорбована доза помножи фактором Q. Јединица за еквивалентну дозу је сиверт (Sv).

## Гама распад
Гама распад се очитује одашиљањем гама зрачења. Гама распадом, за разлику од алфа и бета распада, не настаје нови елемент. Гама зрачење емитује свако узбуђено (ексцитирано) језгро након бета распада. Узбуђено језгро се ослобађа вишка енергије емисијом фотона (честица електромагнетског зрачења), тј. гама зрака. Такав фотон има енергију која је и до милион пута већа од фотона видљиве светлости и назива се гама фотон или гама зрак. Број протона и неутрона остаје исти, а промењена је само енергија узбуде (узбуђена енергија) језгра која се спустила с већег на нижи ниво. С неке степенице свог енергијског степеништа језгро може да скочи на дно одједном или преко једне или више међустепеница. Зато је резултат гама распада један или више гама зрака различитих енергија.
Понекад се, уместо гама распадом, језгро ослобађа вишка енергије на други начин. Узмимо за пример језгро ксенона-125 које је настало из језгра јода-125. Та језгра има 35 keV вишка енергије који се понекад ослобађа емисијом гама зраке чија је енергија . Чешће језгро ту енергију предаје свом K електрону (електрону из прве, K љуске). Тако K електрон добија довољно енергије да се ослободи из омотача и да напусти атом. Празно место попуњавају електрони из горњих љуски, док се разлика њихових енергија ослобађа у облику фотона, што се назива карактеристичним гама зрачењем. Цели се процес зове интерна конверзија (или изомерни прелаз). Као што се види из овог примера најчешће су гама распад и интерна конверзија конкурентни процеси.
С обзиром да су електромагнетне силе, које узрокују гама распад, јаче од слабих сила, гама распад је готово тренутан, док је бета распад пуно спорији. Понекад је могућ и релативно спори гама распад. Тај се догађа када, најчешће након бета распада, језгро-ћерка нађе у тзв. метастабилно стање. Иако метастабилно стање има повишену енергију, прелази у нижа стања мало су вероватни, тако да се језгра у том стању налазе релативно дуго. Систему је потребна додатна енергија (мала) да би прескочило енергијску баријеру. Та додатна енергију се добија међуделовањем с околином. Захваљујући том локалном минимуму проћи ће више времена да се систем спусти у стабилно стање из којег га поновно може избацити само већи доток енергије.

## Заштита
За заштиту од гама честица потребна је велика маса неког материјала, за разлику од Алфа честица које могу да се блокирају листом папира. Гама зраке добро упијају материјали велике густине и атомског броја. Олово се показало као најефикаснија заштита због своје велике густине. Што је енергија гама честице већа, то је потребан дебљи штит.

### Интеракција са материјом
Када се гама зрачење пропушта кроз материју, вероватноћа за апсорпцију у танком слоју пропорционална је дебљини тог слоја. Због тога у слоју коначних димензија интензитет зрачења експоненцијално опада са дебљином слоја
{\displaystyle I(d)=I_{0}\cdot e^{-\mu d}}
Овде је μ = n×σ апсорпциони коефицијент мерен у cm−1, n број атома по cm3 у материјалу, σ апсорпциони пресек у cm² и d дебљина материјала у cm.
При проласку кроз материју, гама зрачење је јонизује преко три главна процеса: Фотоелектрични ефекат, Комптонов ефекат и стварање парова.
На ниским енергијама доминира фотоелектрични ефекат – интеракција фотона са целим атомом, то јест, апсорпција фотона. Енергија фотона избацује електрон, фотоелектрон, чија је енергија једнака разлици енергија иницијалног фотона и енергије везе избаченог електрона. Упражњено место електрона попуњава електрон са више орбите и притом се емитује икс зрачење (флуоресцентно зрачење) или Ожеови електрони. Вероватноћа да се догоди фотоефекат опада како расте енергија фотона. Тада почиње да расте и доминира вероватноћа за Комптонов ефекат (расејање фотона).
Под њим се подразумева интеракција фотона са орбиталним електроном. Како је сада енергија фотона знатно већа од енергије орбиталног електрона, сматрамо да је он слободан електрон и да се судар међу њима збива уз конзервацију енергије и момента система. Фотон део своје енергије преноси електрону и по судару скреће под неким углом у односу на примарни правац. Енергија расејаног фотона зависи од почетне енергије фотона и угла расејања фотона.
{\displaystyle {}^{60}{\hbox{Co}}\;\to \;^{60}{\hbox{Ni*}}\;+\;e^{-}\;+\;{\overline {\nu }}_{e}.}
{\displaystyle {}^{60}{\hbox{Ni*}}\;\to \;^{60}{\hbox{Ni}}\;+\;\gamma .}